# Карлос Відаль
Карлос Відаль Лепе (ісп. Carlos Vidal Lepe, 24 лютого 1902, Вальдивія, Чилі — 7 червня 1982) — чилійський футболіст, що грав на позиції нападника, зокрема, за клуби «Депортес Магальянес» та «Аудакс Італьяно», а також національну збірну Чилі.

## Клубна кар'єра
У дорослому футболі дебютував 1922 року виступами за команду клубу «Італьяно Швагер», в якій провів вісім сезонів.
1930 року перейшов до клубу «Аудакс Італьяно», за який відіграв один сезон. Потім на два роки перейшов в «Коло-Коло» і знову повернувся в «Аудакс Італьяно» на один рік. Завершив професійну кар'єру футболіста виступами за команду «Депортес Магальянес» у 1936 році.
Помер 7 червня 1982 року на 81-му році життя.

## Виступи за збірну
1930 року дебютував в офіційних матчах у складі національної збірної Чилі. Протягом кар'єри у національній команді, яка тривала 6 років, провів у її формі 6 матчів, забивши 2 голи.
У складі збірної був учасником чемпіонату світу 1930 року в Уругваї, де зіграв проти Мексики (3:0, записав до свого рахунку дубль), Франції (1:0) та Аргентини (1:3).